# Iwan Marczuk
Iwan Marczuk (ur. 12 maja 1936 we wsi Moskalówka) – współczesny malarz ukraiński, laureat Państwowej Nagrody im. Tarasa Szewczenki (1997).
Urodził się w wielodzietnej rodzinie znanego w okolicy tkacza Stefana Markijanowicza. Po zakończeniu siedmioletniej szkoły wstąpił do lwowskiej uczelni rzeźbiarstwa imienia Iwana Trusza na oddziale dekoracyjnego podpisu (1951–1956).
Po służbie w armii, kontynuował nauczanie na oddziale ceramiki lwowskiego instytutu rzeźbiarstwa (obecnie Lwowska Narodowa Akademia Sztuki), który ukończył w 1965 roku.
W latach 1965–1968 pracował w kijowskim naukowym instytucie bardzo twardych materiałów, a z czasem na kijowskim kombinacie monumentalno-dekoracyjnym sztuki.
W 1989 roku opuścił kraj i mieszkał kolejno w USA, Kanadzie i Australii. Po wydarzeniach 11 września 2001 roku, których był świadkiem, wrócił do Kijowa, gdzie został dobrze przyjęty.
18 lutego 2015 roku w Galerii Kordegarda w Warszawie otwarto pierwszą wystawę malarza w Polsce. Trwała do 8 marca. Pokaz zorganizowano z okazji rocznicy zakończenia wydarzeń na Majdanie.

## Odznaczenia
- Order Wolności (2016, Ukraina)[3]